# Levélfarkú csodakolibri
A levélfarkú csodakolibri (Loddigesia mirabilis) a madarak (Aves) osztályának a sarlósfecske-alakúak (Apodiformes) rendjéhez és a kolibrifélék (Trochilidae) családjához tartozó Loddigesia nem egyetlen faja.

## Rendszerezése
A fajt Jules Bourcier francia ornitológus írta le 1850-ben, a Trochilus nembe Trochilus mirabilis néven.

## Előfordulása
Peru északi részén, az Andok lábainál honos. Természetes élőhelyei a szubtrópusi és trópusi hegyi esőerdők és cserjések, valamint másodlagos erdők. Állandó, nem vonuló faj.

## Megjelenése
Testhossza 9 centiméter, a hím hosszú faroktollaival 17 centiméter. A hím oldalsó faroktollai nagyon hosszúak, tollpamaccsal a végükön. A tojó torka fehér és a farok sokkal rövidebb.
|  |

## Természetvédelmi helyzete
Az elterjedési területe nagyon kicsi, egyedszáma 250-999 példány közötti és csökken. A Természetvédelmi Világszövetség Vörös listáján veszélyeztetett fajként szerepel.